# Труссе (замок)
Труссе (фр. Château de Troussay) — середньовічний замок, розташований у Франції в долині Луари, в комуні Шеверні. Шато Труссе побудовано у вигляді замкнутого чотирикутника. Сама будівля шато двоповерхова, фасадом обернена всередину великого внутрішнього двору. Навколо замку закладений парк. Входить до списку обраних замків Луари.

## Ресурси Інтернету
- Вікісховище має мультимедійні дані за темою: Труссе (замок)

1. ↑  base Mérimée — ministère de la Culture, 1978.